# Monthly Shōnen Magazine
Monthly Shōnen Magazine (月刊少年マガジン?, Gekkan Shōnen Magajin) è una rivista giapponese di manga shōnen pubblicata da Kōdansha. Lanciata originariamente nel 1964 con il nome Bessatsu Shōnen Magazine (別冊少年マガジン?), poi rinominata Monthly Bessatsu Shōnen Magazine (月刊別冊少年マガジン?) nel 1969 a causa del passaggio dalla cadenza trimestrale a quella mensile, dopo una sospensione avvenuta nel 1974 la rivista è stata infine chiamata col nome attuale dal 1975 in poi.

## Alcune serie pubblicate

### I manga attualmente pubblicati
| Titolo                                                                              | Autore                            | Prima uscita   |
| ----------------------------------------------------------------------------------- | --------------------------------- | -------------- |
| C.M.B. (C.M.B. 森羅博物館の事件目録?)                                               | Motohiro Katou                    | ottobre 2005   |
| Ironfist Chinmi (鉄拳チンミ?, Tekken Chinmi)                                        | Takeshi Maekawa                   | settembre 2006 |
| Pumpkin Scissors (パンプキン・シザーズ?, panpukin shizāzu)                          | Ryoutarou Iwanaga                 | novembre 2006  |
| Kamen Rider Spirits (仮面ライダー?, SPIRITS)                                        | Kenichi Muraeda                   | luglio 2009    |
| Mashiro no Oto (ましろのおと?)                                                      | Marimo Ragawa                     | marzo 2010     |
| Noragami (ノラガミ?)                                                                | Adachitoka                        | dicembre 2010  |
| Rekken! (レッケン!?)                                                                | Yashiyo Yoshiya                   | maggio 2011    |
| Welcome to the Ballroom (ボールルームへようこそ?, Bōrurūmu e Yōkoso)                | Tomo Takeuchi                     | novembre 2011  |
| Kakushigoto (かくしごと?)                                                           | Kouji Kumeta                      | dicembre 2015  |
| Ryūrōden (龍狼伝?)                                                                  | Yoshito Yamahara                  | agosto 2016    |
| Love After World Domination (恋は世界征服のあとで?, Koi wa sekai seifuku no ato de) | Hiroshi Noda e Takahiro Wakamatsu | ottobre 2019   |

### Serie completate

#### Anni settanta
| Titolo             | Autore          | Prima uscita | Ultima uscita  |
| ------------------ | --------------- | ------------ | -------------- |
| L'Uomo Ragno manga | Ryōichi Ikegami | gennaio 1970 | settembre 1971 |

#### Anni ottanta
| Titolo                        | Autore             | Prima uscita  | Ultima uscita |
| ----------------------------- | ------------------ | ------------- | ------------- |
| Nanto Magoroku (なんと孫六?)  | Kei Sadayasu       | febbraio 1981 | maggio 2014   |
| Ironfist Chinmi (鉄拳チンミ?) | Takeshi Maekawa    | dicembre 1983 | febbraio 1997 |
| Shura no Mon                  | Masatoshi Kawahara | aprile 1987   | novembre 1996 |
| Akira Tobu!! (あきら翔ぶ!!?)  | Katsuyuki Toda     | 1989          | 1996          |
| ANGEL♥BEAT                    | Ichiru Yasuhara    | 1989          | 1996          |
| Dear Boys                     | Hiroki Yamagi      | dicembre 1989 | marzo 1997    |

#### Anni novanta
| Titolo                            | Autore           | Prima uscita | Ultima uscita |
| --------------------------------- | ---------------- | ------------ | ------------- |
| Ryūrōden (龍狼伝?)                | Yoshito Yamahara | 1993         | 2007          |
| Dear Boys:Act II                  | Hiroki Yagami    | 1997         | 2008          |
| New Ironfist Chinmi (鉄拳チンミ?) | Takeshi Maekawa  | 1997         | 2004          |
| Beck (ベック?)                    | Harold Sakuishi  | 1999         | 2008          |

#### Anni 2000
| Titolo                                                         | Autore            | Prima uscita  | Ultima uscita |
| -------------------------------------------------------------- | ----------------- | ------------- | ------------- |
| Shana ou Yoshitsune (遮那王義経?)                              | Hirofumi Sawada   | novembre 2000 | maggio 2007   |
| capeta (カペタ?, Kapeta)                                       | Masahito Soda     | marzo 2003    | marzo 2013    |
| Rocket Man (ロケットマン?)                                     | Motohiro Katou    | ottobre 2001  | dicembre 2004 |
| Yatagarasu                                                     | Aihara Tsukasa    | 2002          | aprile 2011   |
| Alive: The Final Evolution (アライブ-最終進化的少年?)          | Tadashi Kawashima | ottobre 2003  | febbraio 2010 |
| Yonebu Times (米豊TIMES?)                                      |                   | dicembre 2005 | agosto 2007   |
| Shana ou Yoshitsune: Genpei no Kassen (遮那王義経 源平の合戦?) | Hirofumi Sawada   | luglio 2007   | aprile 2015   |
| Dear Boys:Act III                                              | Hiroki Yagami     | dicembre 2008 | dicembre 2015 |

#### Anni 2010
| Titolo | Autore                            | Prima uscita | Ultima uscita |
| --- | --------------------------------- | ------------ | ------------- |
| Shura no Mon (修羅の門異伝 ふでかげ?)                                                                               | Masatoshi Kawahara                | 2010         | 2014          |
| Bugie d'aprile (四月は君の嘘?, Shigatsu wa Kimi no Uso)                                                             | Naoshi Arakawa                    | 2011         | 2015          |
| Dear Boys: Over Time (ディア・ボーイズ?, Dia Bōizu)                                                                 | Hiroki Yagami                     | 2016         | 2017          |
| Ti amo, ma fatti ammazzare (今夜は月が綺麗ですが、とりあえず死ね?, Konya wa tsuki ga kirei desu ga, toriaezu shine) | Majuro Kaname e Sousou Sakakibara | 2017         | 2019          |